# Stenostreptus tampiitauensis
Stenostreptus tampiitauensis är en mångfotingart som beskrevs av Christoph D. Schubart 1947. Stenostreptus tampiitauensis ingår i släktet Stenostreptus och familjen Spirostreptidae. Inga underarter finns listade i Catalogue of Life.